# Friedrich von Ahlefeldt (Langeland)

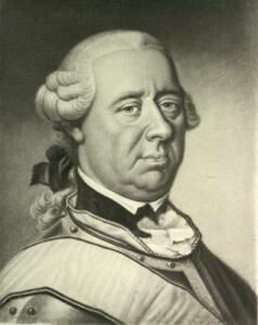
Friedrich von Ahlefeldt (1702–1773)

Friedrich (Frederik) Graf von Ahlefeldt (* 29. Dezember 1702; † 18. April 1773) war ein dänischer Offizier, Gutsherr und Bruder von Conrad Wilhelm von Ahlefeldt.

## Leben
Friedrich Graf von Ahlefeldt war der Sohn des Adligen Gutsherren Carl Graf von Ahlefeldt (1670–1722) und dessen Frau Ulrica Amalie Antoinette geb. von Danneskiold-Laurvig (1686–1755). 
Seine erste Frau war Birthe  von Holstein (1705–1735), die er 1730 heiratete. Aus dieser Ehe ging der spätere Generalmajor und Kammerherr Christian von Ahlefeldt-Laurvigen (1732–1791) hervor. Dieser erbte nach langem Rechtsstreit 1785 die Lehnsgrafschaft Laurvigen in Norwegen und erhielt die Genehmigung zur Führung des Namens „Graf von Langeland und Laurvigen“; die Lehnsgrafschaft Laurvigen wurde aber bereits 1805 verkauft. 
Nach Ulricas Tod heiratete er 1760 Marie Elisabeth, (1719–1769) ebenfalls eine geborene von Ahlefeldt, die Tochter des Kanzleipräsidenten und Kammerherrn des Herzogs Karl Friedrich, Benedikt von Ahlefeldt. 
Nach dem Tod seines Vaters im Jahr 1722 übernahm er die Grafschaft Langeland mit Schloss Tranekær und andere große Besitzungen in Dänemark. Ahlefeldts militärische Laufbahn begann um 1720. Im Jahre 1724 war er zunächst Kapitain und Kompaniechef des Kronprinzen Regiment und 1728 der Leibgarde zu Fuß. Später wurde er Kammerherr und 1729 Ritter des Dannebrog-Ordens. Von Ahlefeldt erreichte allmählich verschiedene Grade in der Armee, so war er 1730 Oberstleutnant des Schubart’rischen Regiments und 1747 Generalmajor der Kavallerie, bis er 1754 Generalleutnant wurde. 1758 nahm er aufgrund eines Streites mit dem Holstein-Gottorfischen Fürstenhaus seinen Abschied aus der Armee.